# 近江八幡市立図書館
近江八幡市立図書館（おうみはちまんしりつとしょかん）は、滋賀県近江八幡市の公共図書館である。2010年に旧近江八幡市と安土町が合併して新近江八幡市が誕生しており、旧近江八幡市域にある近江八幡市立近江八幡図書館、旧安土町域にある近江八幡市立安土図書館の2館からなる。
2014年度の近江八幡図書館の貸出冊数は446,370冊、来館者数は75,214人だった。2014年度の安土図書館の貸出冊数は91,340冊、来館者数は19,805人だった。2016年4月には「子どもの読書活動優秀実践図書館」として文部科学大臣表彰を受けた。

## 所蔵資料

### 近江八幡図書館

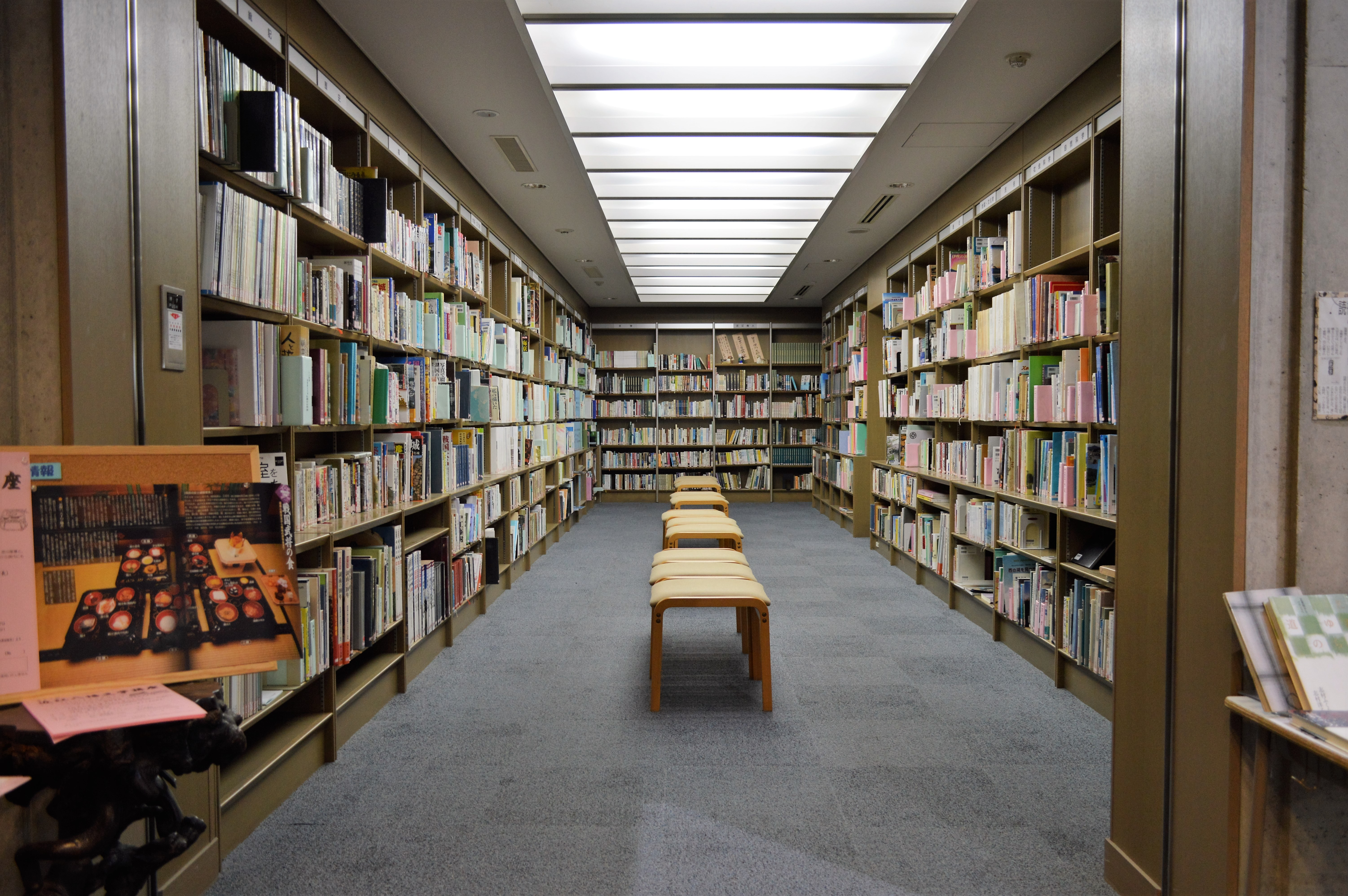
近江八幡図書館の地域資料コーナー「あきんどの里資料室」

近江八幡図書館には「あきんどの里資料室」という地域資料（郷土資料）コーナーが設けられており、近江八幡市および滋賀県の地域資料を収集している。近江八幡市は古い歴史の上に築かれており、図書館は歴史的な資料を数多く所蔵している。近江八幡は観光地でもあり、図書館は観光施設としての役割も有している点が特徴である。近江商人、ウィリアム・メレル・ヴォーリズ、伴蒿蹊（五代目伴庄右衛門）、豊臣秀次など、近江八幡で活躍した人物に関する資料は網羅的に収集している。
八幡文庫時代や近江兄弟社図書館時代の収集物には、近江八幡図書館しか所蔵していない資料も多い。美術評論家の柳宗悦らが1931年から1951年まで刊行した雑誌『工芸』は、滋賀県内で近江八幡図書館しか蔵書していない。前身の近江兄弟社図書館が児童教育に力を入れていたため、児童書は滋賀県内有数のコレクションであるとされる。『さるかに合戦』や『花咲か爺』や『大草原の小さな家』の初版本など、資料的価値の高い児童書も所蔵している。
死刑囚の二宮邦彦は福岡拘置所内で点訳奉仕を行い、1973年（昭和48年）の死刑執行までの11年間に約1,500冊の点訳書を製作した。近江八幡市立図書館は二宮の点訳書のうち776冊を保管しており、岡山県視覚障碍者センターが約100冊を、静岡県・富山県・滋賀県・兵庫県・熊本県などの盲学校または視覚障害者施設が残りを保管している。近江八幡市立図書館が所蔵している二宮の点訳書には、『太閤記・異本太閤記』、『恩讐の彼方に』（菊池寛）、『若い人』（石坂洋次郎）、『戦争と人間』（五味川純平）、『冬の旅』（立原正秋）、『マッチ売りの少女』などがある。二宮は拘置中に近江兄弟社の牧師や近江サナトリアムの看護師と知り合い、彼らが自費で送った点字器がきっかけで、罪滅ぼしや盲人伝道の支援のために点訳を行うようになったのだった。

### 安土図書館

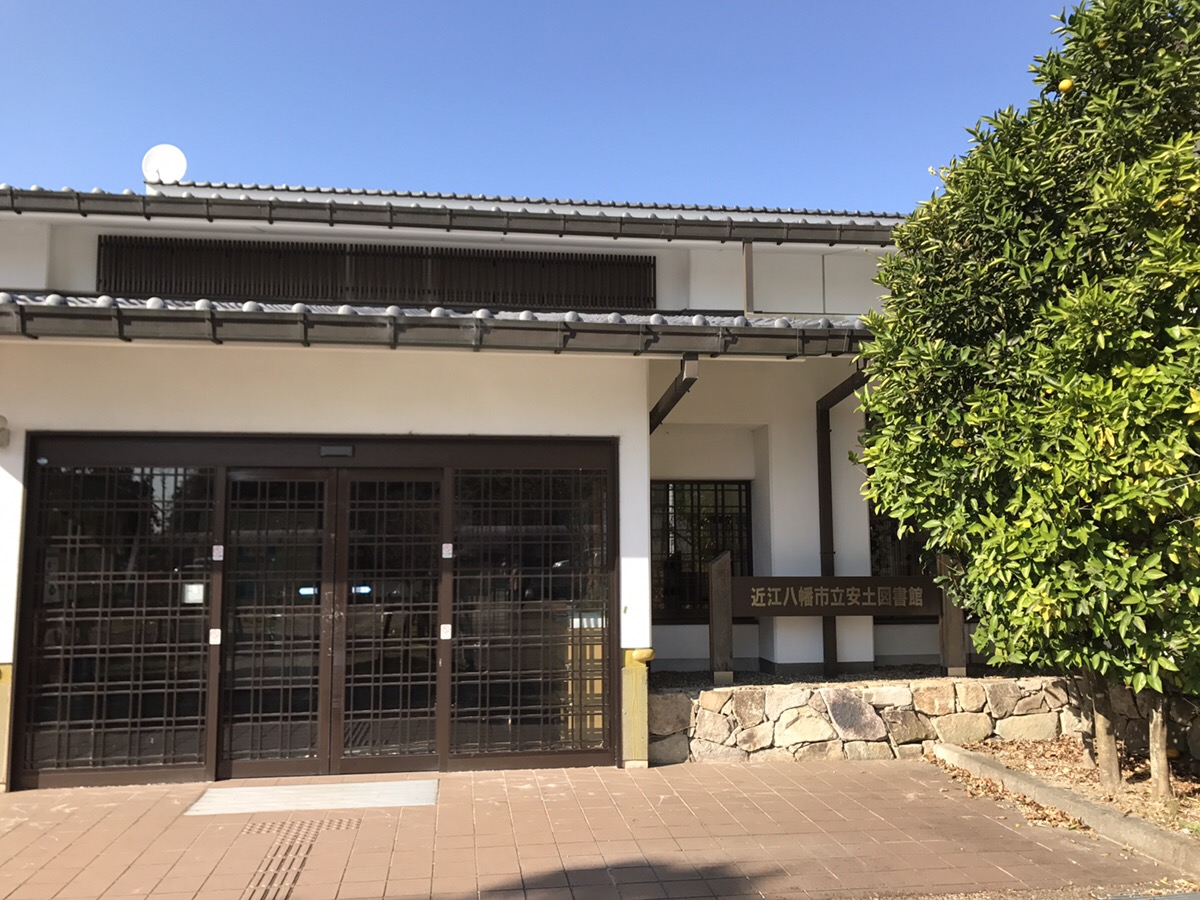
近江八幡市立安土図書館

安土図書館は安土城や織田信長の地域資料などを収集している。聖心女子大学名誉教授の助野健太郎から5,000冊の蔵書の寄贈を受けて、城郭史やキリシタン史に関する特殊文庫「助野健太郎文庫」が設置されている。これらの専門書を求めて、近江八幡図書館・安土図書館の両館には日本全国から研究者などが閲覧に訪れている。

## 前史

### 八幡文庫(1904-1935)

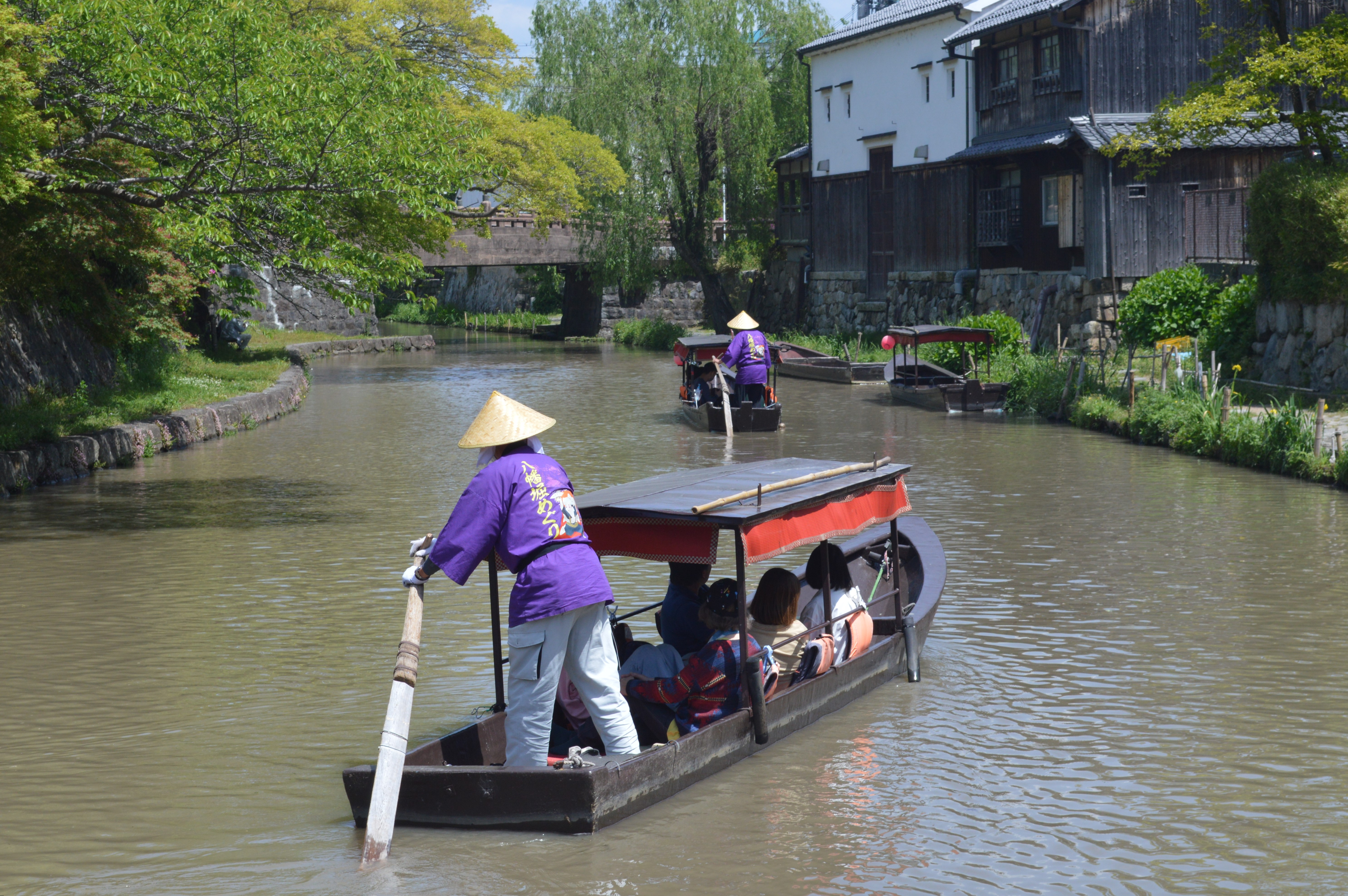
近江八幡を象徴する八幡堀

1873年（明治6年）には近江商人の西川甚五郎 (11代)によって、八幡に奨風社文庫が設置されている。蒲生郡に隣接する神崎郡の北五個荘村には、1901年（明治34年）11月1日に神崎図書館が開館した。神崎図書館は滋賀県初の教育会立の図書館であり、これに刺激されて1902年（明治35年）1月には八幡町でも文庫開設の計画が立てられた。
日露戦争開戦後には一時的に計画が中断したが、戦勝記念事業として文庫開設の計画が再開され、1904年（明治37年）11月23日に蒲生郡教育会戦時記念文庫「八幡文庫」が設置された。開設にあたっては西川甚五郎が図書12箱2,000余巻を寄贈しており、さらに町民から多くの金銭や図書の寄贈があった。この際には「文庫商議委員会」が組織されており、これは今日の図書館法でいうところの図書館協議会に相当する。文庫開設時の八幡町は1,470戸・7,254人の人口を有していた。日露戦争が図書館または文庫建設の引き金となったのは全国的な傾向であり、滋賀県では本図書館を含めて8館の日露戦争記念図書館が設立された。当時は「戦時記念文庫」の設置が一種の流行を見せており、滋賀県には日露戦争時のものを含めて26館もの戦時記念文庫が開設されている。
開庫時の八幡文庫は為心町元の蒲生郡役所内に置かれたが、1909年（明治42年）には蒲生郡教育会立から蒲生郡立に移行し、宮内の八幡公会堂に移転した。蒲生郡役所時代の利用者数は年間300人前後だったが、八幡公会堂移転後の1909年には1,673人を記録し、1910年（明治43年）には3,516人、1911年（明治44年）には5,395人となった。大正時代には年間10,000人を超え、ピークの1916年（大正5年）には21,758人に達している。その功績が評価されて、1922年（大正11年）と1925年（大正14年）には文部省から50円の奨励金を交付された。
1923年（大正12年）には郡制が廃止されたため、八幡文庫は再び蒲生郡教育会立となった。蒲生郡教育会立時代には年間約650円の潤沢な運営費を得ており、滋賀県の教育会立図書館の中ではもっとも蔵書数が多かった。

### 町立八幡図書館(1935-1947)
1935年（昭和10年）には蒲生郡教育会から八幡町に移管され、町立八幡図書館に改称した。新町の「伴庄右衛門家」を転用して単独館となり、図書館令に準拠した図書館規則が制定されている。彦根市立図書館、水口町立図書館、野洲町立図書館に次いで滋賀県4番目の公立図書館である。町立時代には年間約700円の図書館費を得ていた。蔵書数は100,00冊を超え、年間利用者数は28,000人を超えた。

### 近江兄弟社図書館(1940-1975)

#### 開館までのあゆみ

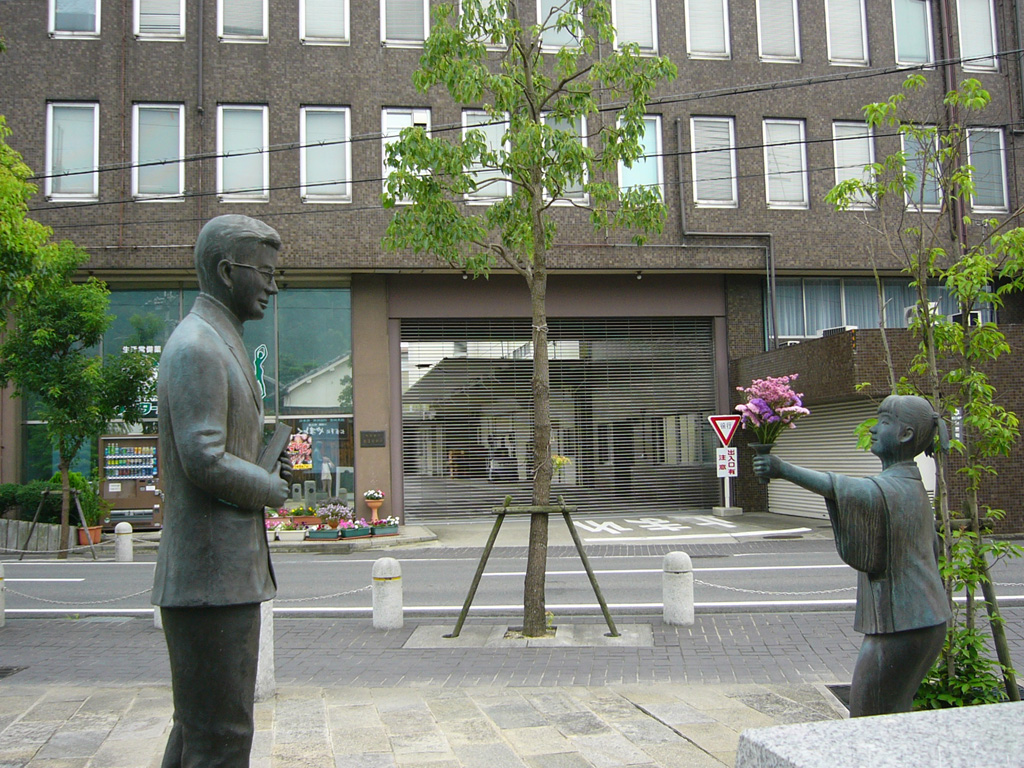
ヴォーリズが設立した近江兄弟社

アメリカ人建築家のウィリアム・メレル・ヴォーリズは1905年（明治38年）に日本を訪れ、滋賀県立商業学校の英語教師となった。ヴォーリズは1910年（明治43年）にヴォーリズ合名会社を、1920年（大正9年）には近江セールズ株式会社を設立し、1934年（昭和9年）には近江セールズを近江兄弟社と改称した。近江兄弟社関係では近江兄弟社図書館の設置以前にも、「八幡基督教青年会図書部」などとして文庫的な活動が行われていたとされる。日本で軍国主義的風潮が高まりを見せると、キリスト教の伝道を目的としている近江兄弟社への風当たりが強まった。二代目館長を務めた大橋五男は「戦時体制下で伝道らしい伝道ができない時代に、せめて図書館事業を推進することによって、間接的な伝道を狙っていたと思います」との見解を述べている。
1940年（昭和15年）には紀元二千六百年記念行事として図書館を建設することが決定し、日本各地の先進的な図書館約35館を視察した上で、1940年12月11日に近江兄弟社図書館が開館した。開戦前の経済統制下であったため、図書館の建物には為心町中の教会堂を転用している。開館式では東京帝国大学図書館で司書官を務めていた中田邦造の講演が行われ、同志社大学の牧野虎次総長も列席した。開館時には八幡町の人口を超える約2万冊の蔵書を有していた。ヴォーリズは1941年（昭和16年）に帰化してからは一柳米来留（ひとつやなぎめれる）と名乗っている。

#### 戦前

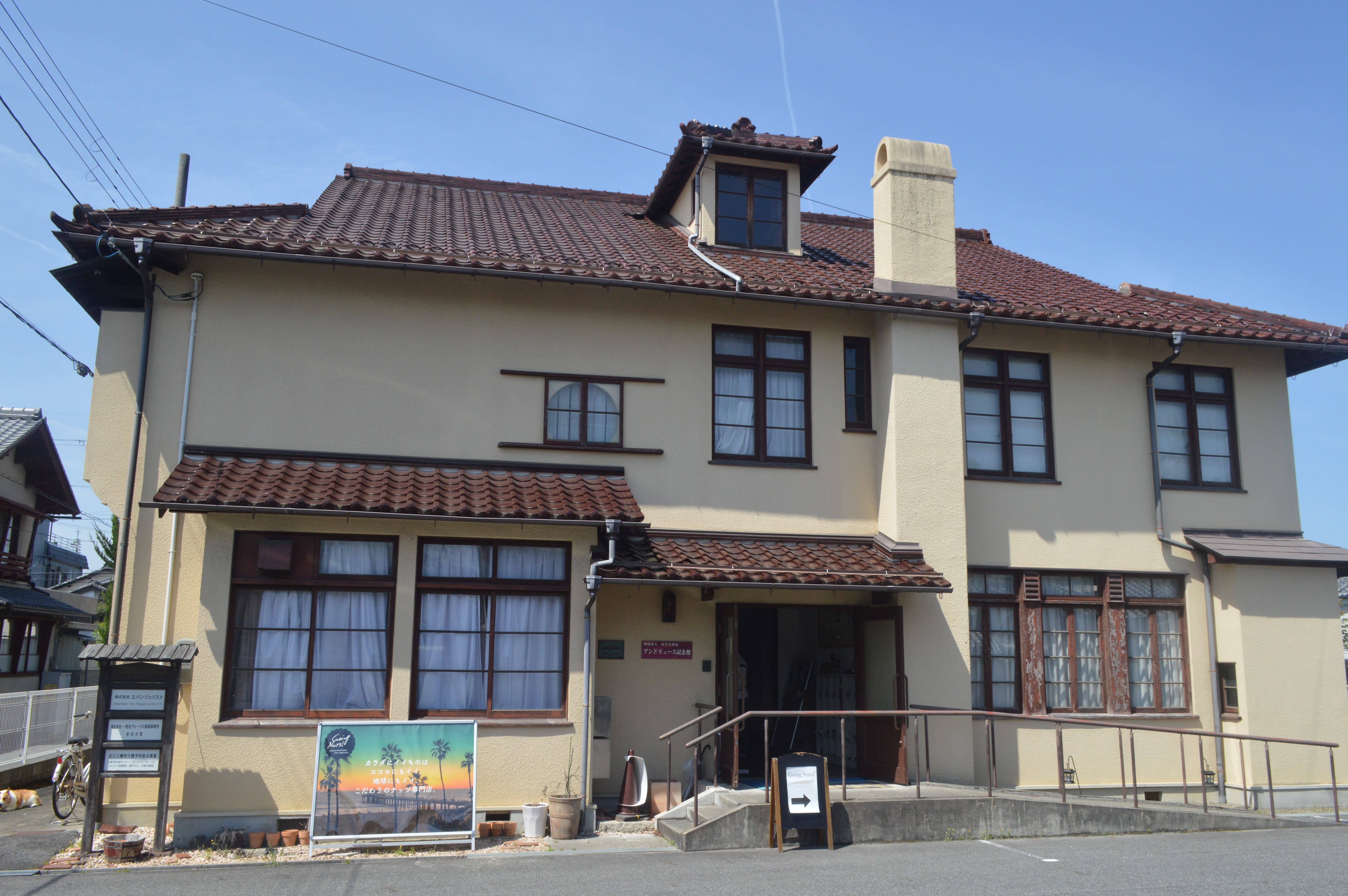
1944年から1947年まで近江兄弟社図書館が入っていた近江八幡YMCA会館

近江兄弟社図書館の開館後には巡回文庫を設置し、一箱に20冊の本を詰めて町内の会館を巡回させた。1941年4月には近江兄弟社図書館長の吉田悦蔵らによって滋賀県図書館協会が設立され、さらに5月には近江八幡で日本図書館協会滋賀県支部が結成された。吉田が日本図書館協会滋賀県支部長に就任し、未設置だった滋賀県立図書館の設置運動に尽力している。開館からほどなくして太平洋戦争が開戦し、職員の応召、建物の明け渡し、収書の困難などから、図書館は現状維持もままならなかった。
1943年（昭和18年）頃の閲覧者数は1日あたり約50人、貸出冊数は1日あたり約25冊であり、文学物や戦記物が多く読まれた。同年4月1日から10月31日までの統計によると、貸出冊数は近江兄弟社の男性社員が567冊、向上学園（後の近江兄弟社高校定時制部で1978年廃部）生徒が513冊、近江兄弟社女学校生徒が54冊、八幡町民の男性が1,167冊、八幡町民の女性が348冊、近江療養院関係が139冊で、計2,778冊だった。1944年（昭和19年）12月には近江八幡YMCA会館の一部に移転した。

#### 戦後
戦後には図書館事業が軌道に乗った。キリスト教関係書、英語系文書、新聞雑誌の収集に重点を置き、1948年には「基督教文庫」を設置したが、仏教書もキリスト教関係書と同様に収集する配慮を行っていた。1946年（昭和21年）7月頃の八幡町の人口は約14,000人だったが、図書館の蔵書数は15,788冊、会費制の読書会員は361人であり、来館者数は1人あたり約80人だった。図書の貸出のほかに、巡回文庫、英語短期講習会、詩歌同好会、講演会、座談会などの事業を行っている。1947年（昭和22年）には貸出図書の紛失が相次いだため、1か月10円の会費を納めた会員にだけ貸出を行う制度に切り替えた。
八幡町による町立図書館の運営が財政難によって困難となったため、町立八幡図書館の蔵書が八幡町から近江兄弟社図書館に移管された。1947年11月10日には近江兄弟社図書館が近江八幡YMCA会館から「伴庄右衛門家」に移転する形をとり、町立図書館時代の建物で運営が近江兄弟社に移行した。外国出身の一柳が近江商人の邸宅を買い取ることには反発もあったため、有力商人が一柳に「伴庄右衛門家」を貸借する形をとった。「伴庄右衛門家」の建物全体の延床面積は693m2である。「伴庄右衛門家」移転時の開館時間は9時-16時30分だった。
戦後しばらくして電力事情が向上したことから、1948年（昭和23年）2月からは夜間開館を実施して好評を得た。1948年以降には八幡町が公民館を設置し、近江兄弟社による運営はそのままながら公民館図書部が設置された。1950年（昭和25年）には開館時間が12時-18時に変更され、火・木・土の週3日のみ12時-21時30分となった。この頃の1日あたり来館者数は213人、1日あたり貸出冊数は139冊だった。1950年の蔵書数は基督教文庫約3,000冊、一般書約32,000冊、児童書1,681冊だった。1951年には部分的に開架式を採用したことで利用者数が大幅に伸びた。
近江兄弟社図書館の児童奉仕活動には、一柳の妻である一柳満喜子の幼児教育観が反映されており、本の貸出だけでなくストーリーテリングなどの活動も行われた。1957年には館内に「児童学園」を設置し、英語や音楽などの学校外授業の場となった。1958年には近江八幡市内で「児童に対する図書館奉仕」の全国集会が開催されており、この集会には近江兄弟社図書館も関与している。
| 近江兄弟社図書館で行われた主なウィンドウ展示 岩波選100冊、フランス美術展の絵はがき、八幡城跡・カワラと左義長、高校野球のアルバム、 柳田国男著作集、ピカソ ゲルニカ展、琵琶湖紹介と石川啄木に関して、のぞましいマンガ、 エジプト美術および兄弟社カメラクラブ写真集、日本・外国産蝶標本展、島崎藤村紹介、 クリスマス聖画集、ソビエト風俗人形とスプーン、オリンピックポスター、近江兄弟社60周年記念資料展、 シュバイツアー、滋賀県近江八幡の古地図及び関係資料、万国博写真特集、国立公園絵はがき |

1953年（昭和28年）1月から8月の1日あたり来館者数は264人であった。年間予算は210万円、八幡町民1人あたりの図書館費は123円（うち図書費は27円）であり、大阪府立図書館の総予算3700万円、大阪府民1人あたり図書館費9円72銭をはるかに上回っていた。1954年（昭和29年）には八幡町を中心とする1町4村が合併して近江八幡市が成立した。1940年の近江兄弟社図書館開館から20年間で5人の館長がいたが、1960年（昭和35年）には内炭政三が退任して一柳自身が館長に就任した。1964年（昭和39年）5月7日には一柳が亡くなり、社内葬や告別式の際には図書館も休館となった。1969年度の来館者数は59,779人、貸出冊数は40,759冊であり、2,205人の会員がいた。

### 近江八幡図書館(1975-1983)

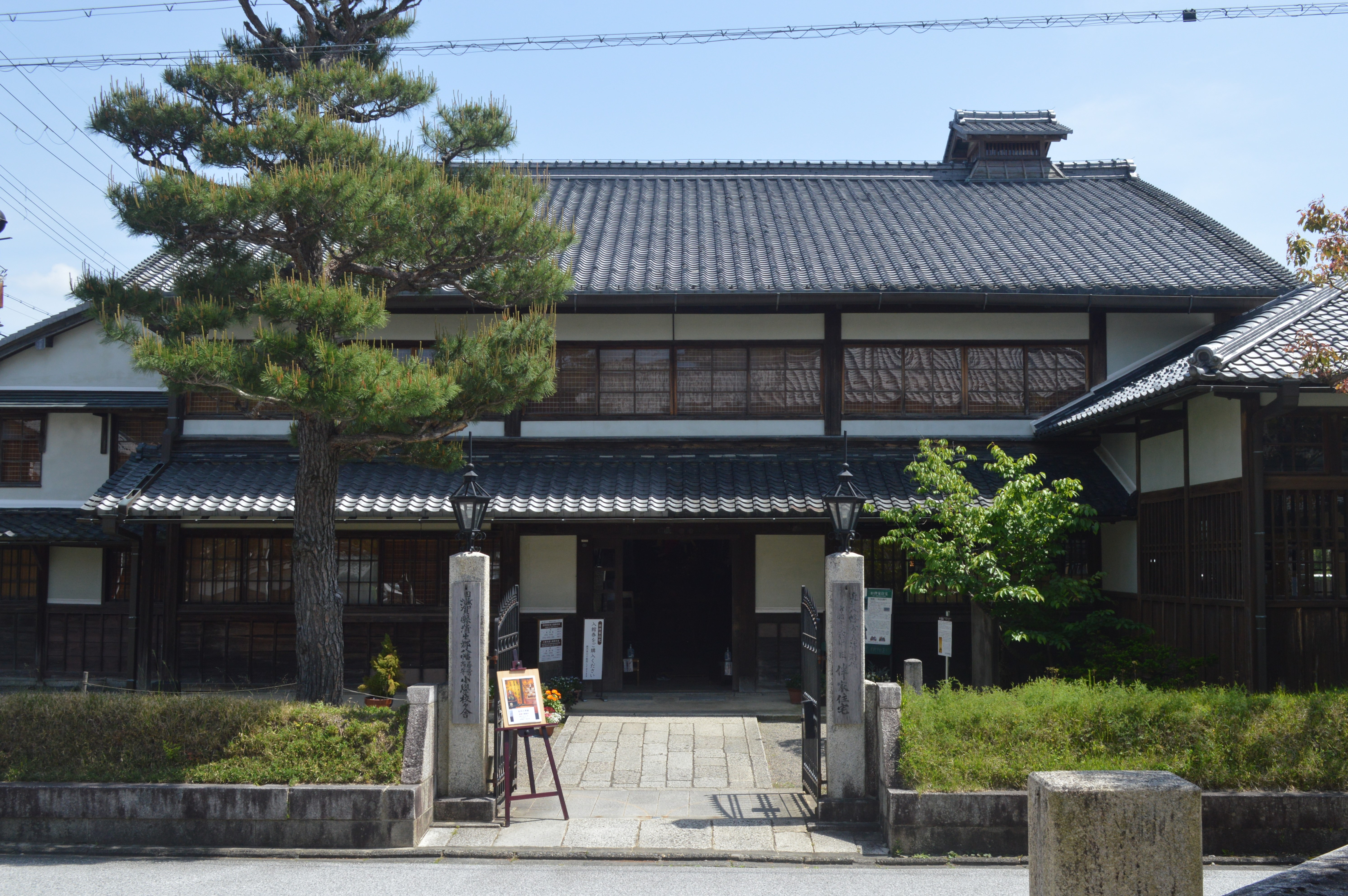
1935年から1997年まで町立・私立・教育会立・市立の図書館として使用された旧伴家住宅

戦後の滋賀県では、彦根市立図書館、水口町立図書館、滋賀県立図書館の公立3館に、私立の近江兄弟社図書館と財団立の江北図書館の2館を加えた5館しか存在しない状況が長く続いた。1974年（昭和49年）には近江兄弟社が倒産したため、1975年（昭和50年）には近江兄弟社図書館が閉館し、図書や備品は近江八幡市に寄贈された。近江八幡市は図書館業務を財団法人八幡教育会に委託、八幡教育会は近江兄弟社図書館の建物や図書をそのまま使用して、1975年には教育会立の近江八幡図書館が開館した。
近江八幡図書館の館員のうち、館長を含む2人は近江八幡市職員であり、市からの運営補助金も増額された。しかし近江八幡図書館はあくまでも私立図書館であり、その収入の一部は会員から集めた会費で賄われた。1980年頃には閲覧室や書庫が手狭となり、滋賀県立図書館の館長を務めた平田守衛は、「由緒ある伴蒿蹊宅も今や古色蒼然、書庫は図書であふれ、閲覧室も狭く、（滋賀県で）最もみずぼらしい図書館」と評している。

## 歴史

### 新町時代(1983-1997)
1978年（昭和53年）には滋賀県における戦後初の図書館として守山市立図書館が設置され、1970年代末には野洲町立図書館と今津町立図書館も開館した。1980年（昭和55年）3月には滋賀県図書館振興対策委員会が「図書館振興に関する提言」を行い、この提言に基づく補助試作で図書館の設立が活発化した。1981年（昭和56年）には大津市立図書館が、その後長浜市立図書館、草津市立図書館が設立された。
1983年（昭和58年）3月24日には図書館が入っている「伴庄右衛門家」が近江八幡市の文化財に指定されている。同年4月1日には近江八幡市が市立図書館設置に関する条例を制定・施行し、近江八幡図書館は近江八幡市立図書館に改称した。滋賀県の7市中6番目の市立図書館である。1985年（昭和60年）には八日市市立図書館が開館しており、滋賀県の市における図書館設置率は100%（7市中7市）となっている。移転準備のために新町時代の建物は1997年（平成9年）3月末で閉館となったが、町立・私立・教育会立・市立の図書館として計62年間も使用された。

### 八幡公園時代(1997-)

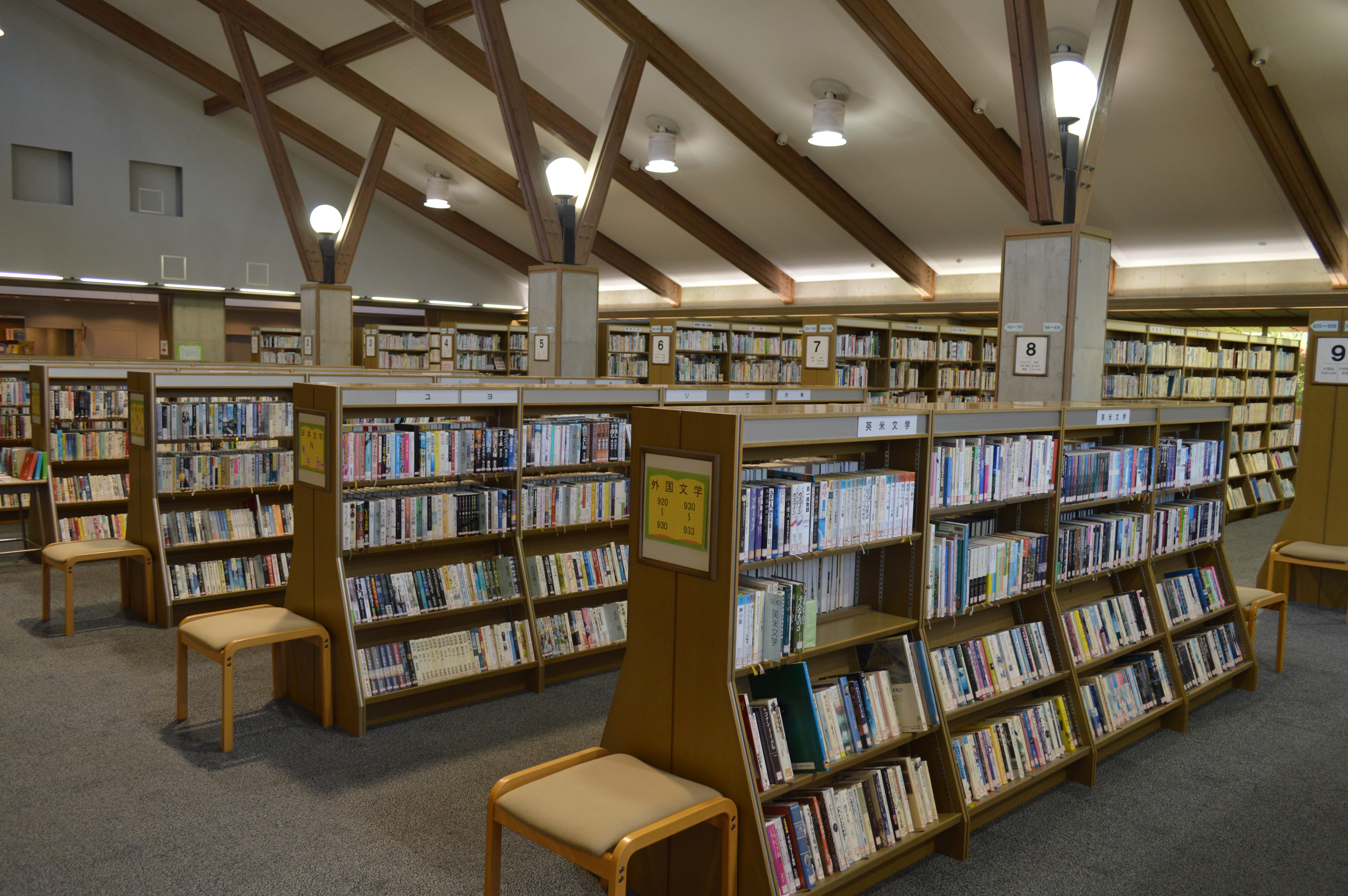
梁と頬杖が印象的な内部空間

1991年（平成3年）には新館移転に向けた検討が始まった。1995年（平成7年）12月に新館の建設に着工し、1997年（平成9年）3月に竣工した。建設時には戦国時代の遺構が発掘されたため、近江八幡市教育委員会は豊臣秀次の居館や家臣の屋敷などの本格的調査を実施し、石垣や屋敷地が安土城に匹敵する規模であることが確認されている。新館は1997年7月から仮開館し、10月25日に正式に開館した。新館に移転した1997年の人口は67,196人だったが、移転時には人口が同等の自治体と比べて、延床面積でも施設面でも充実した図書館だった。
1999年（平成11年）には利用者用の蔵書検索端末を設置した。1999年から2008年（平成20年）には子ども向けの夏休み企画として怪談の読み聞かせ会を行っており、2016年（平成28年）には8年ぶりにこの読み聞かせ会を復活させた。2004年（平成16年）4月には「伴庄右衛門家」が近江八幡市立資料館の一館として再開館した。
合併で新近江八幡市が誕生した2009度末の人口は81,792人だった。2010年（平成22年）3月21日には旧近江八幡市と安土町が合併して新近江八幡市が誕生し、近江八幡市立図書館は近江八幡市立近江八幡図書館に改称している。2014年4月に行われた近江八幡市長選挙で、再選した冨士谷英正は公開討論会で「新市庁舎に子ども専用の図書館や高齢者向けのギャラリーを設け、世代に応じた居場所をつくりたい」と語っている。
2015年（平成27年）には長澤悟東洋大学名誉教授を会長とする「近江八幡市における図書館のあり方懇話会」が発足した。半年間に5回の会合を行ったうえで、検討結果を中間報告として2016年（平成28年）1月11日に近江八幡市長と教育委員会に報告。同日に開催された図書館のあり方に関する市民フォーラムには200人を超える参加者があった。さらに2回の会合を行ったうえで、同年4月には新館設置の可能性も含めた最終報告書を市長に提出した。

### 安土町立図書館/安土図書館(1994-)
蒲生郡安土町では1979年（昭和54年）に安土町公民館図書室が開室した。滋賀県統計協会が1988年（昭和63年）と1990年（平成2年）に安土町で行ったまちづくり意識調査では、いずれの調査でも図書館設置の要望が上位に挙がった。1991年度から建設基金を積み立て、1992年（平成4年）7月に建築設計競技を実施、同年11月に建設概要を決定した。1993年（平成5年）7月7日に起工、1994年（平成6年）5月20日に竣工し、10月1日に安土町立図書館が開館した。
1996年度には金曜日の夜間開館（20時まで）を開始。1998年度には移動図書館の運行を開始したが、2002年度には運行を休止している。2002年（平成14年）2月1日には2年後に予定される3町の合併をにらみ、安土町・五個荘町・能登川町の3町の在住・在勤・在学者が3町すべての図書館を利用できる広域利用を開始した。しかし約1年後の2003年度末には広域利用を廃止し、結局3町の合併話は流れた。採用する職員は館長も含めてすべて司書資格保有者だった。
2010年（平成22年）3月21日には安土町と旧近江八幡市が合併して新近江八幡市が誕生し、安土町立図書館は近江八幡市立安土図書館に改称している。2011年（平成23年）には安土図書館と近江八幡図書館の図書管理システムが統合され、館をまたぐ検索や予約などが容易になった。

### 沿革

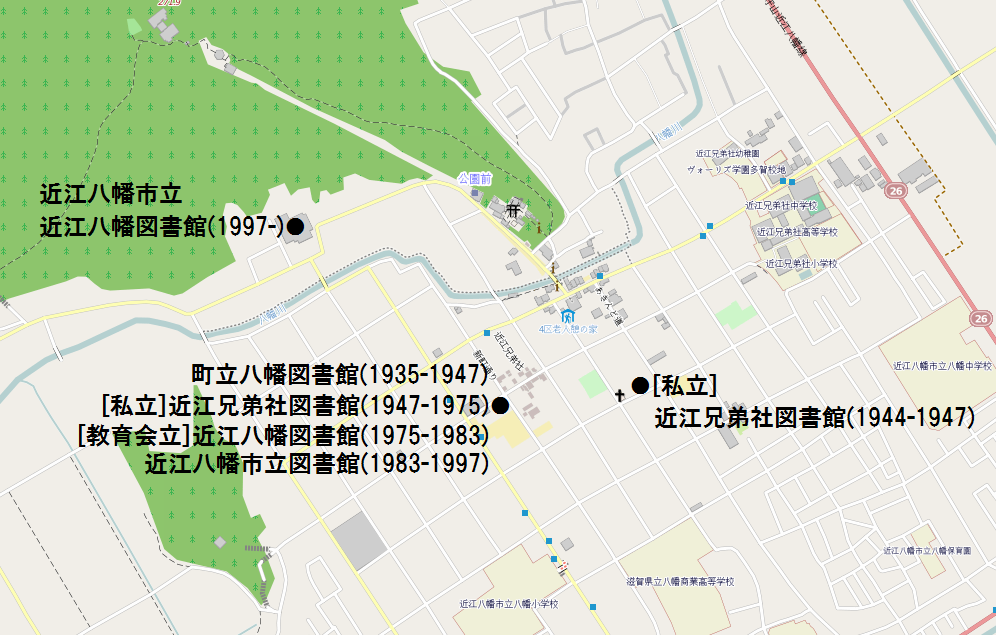
近江八幡市中心部における図書館所在地の沿革

| 近江八幡市の図書館の沿革 | 近江八幡市の図書館の沿革                           | 近江八幡市の図書館の沿革                           | 近江八幡市の図書館の沿革                           |
| 年                       | 旧近江八幡市                                       | 旧近江八幡市                                       | 旧安土町                                           |
| 年                       | 公立                                               | 教育会立/私立/財団立                               | 旧安土町                                           |
| ------------------------ | -------------------------------------------------- | -------------------------------------------------- | -------------------------------------------------- |
| 1904年（明治37年）       |                                                    | 八幡文庫が開設                                     |                                                    |
| 1935年（昭和10年）       | 町立八幡図書館が開館                               |                                                    |                                                    |
| 1940年（昭和15年）       |                                                    | 近江兄弟社図書館が開館                             |                                                    |
| 1947年（昭和22年）       | 町立八幡図書館が閉館                               |                                                    |                                                    |
| 1975年（昭和50年）       |                                                    | 近江兄弟社図書館が閉館                             |                                                    |
| 1975年（昭和50年）       |                                                    | 近江八幡図書館が開館                               |                                                    |
| 1979年（昭和54年）       |                                                    |                                                    | 安土町公民館図書室が開室                           |
| 1983年（昭和58年）       | 近江八幡図書館が近江八幡市立図書館に移行           | 近江八幡図書館が近江八幡市立図書館に移行           |                                                    |
| 1994年（平成6年）        |                                                    |                                                    | 安土町立図書館が開館                               |
| 1997年（平成9年）        | 八幡公園の新館に移転                               | 八幡公園の新館に移転                               |                                                    |
| 年                       | 新近江八幡市                                       | 新近江八幡市                                       | 新近江八幡市                                       |
| 2010年（平成22年）       | 自治体合併によって近江八幡図書館と安土図書館に改称 | 自治体合併によって近江八幡図書館と安土図書館に改称 | 自治体合併によって近江八幡図書館と安土図書館に改称 |

## 建物

### 新町時代

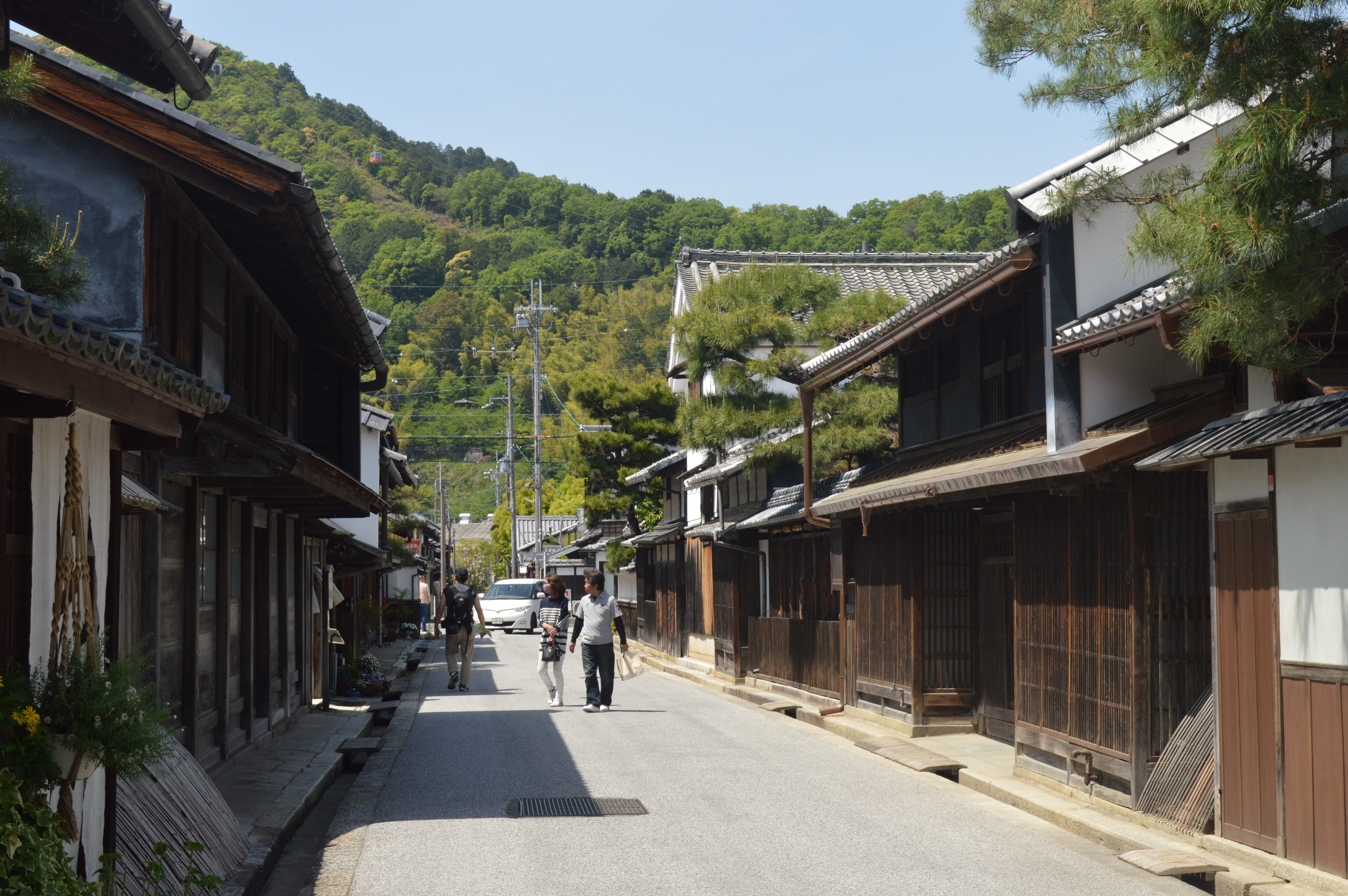
新町通りの街並み

八幡商人（近江商人）の初代伴庄右衛門は寛永年間（1624年-1645年）に江戸・日本橋に扇屋を構え、麻布・畳表・蚊帳の商売で財を成した。五代目伴庄右衛門（伴蒿蹊）は大坂・淡路2丁目にも店を構え、本居宣長、上田秋成、与謝蕪村らと交友のある国学者でもあった。「伴庄右衛門家」は七代目伴庄右衛門（伴能尹）が文政10年（1827年）より天保11年（1840年）に建設した本家であり、当時としては珍しい切妻造の日本家屋である。
明治時代には「伴庄右衛門家」が八幡町に譲渡され、八幡尋常高等小学校・八幡町役場・八幡高等女学校として使用された。1935年に町立八幡図書館として開館してから、私立の近江兄弟社図書館を経て1997年に閉館するまで、「伴庄右衛門家」は62年間も図書館として使用された。1998年秋以降には八幡尋常高等小学校時代の姿への復元が計画され、屋根瓦のふき替え、鐘楼の設置、壁の塗り直しなどが6年がかりで行われた。

### 八幡公園時代
| フロア | 延床面積   | 主な用途                                     |
| ------ | ---------- | -------------------------------------------- |
| 1階    | 2,648.97m2 | 一般開架、ブラウジング、レファレンス、展示室 |
| 2階    | 1,024.72m2 | 視聴覚室、会議室、展示室                     |

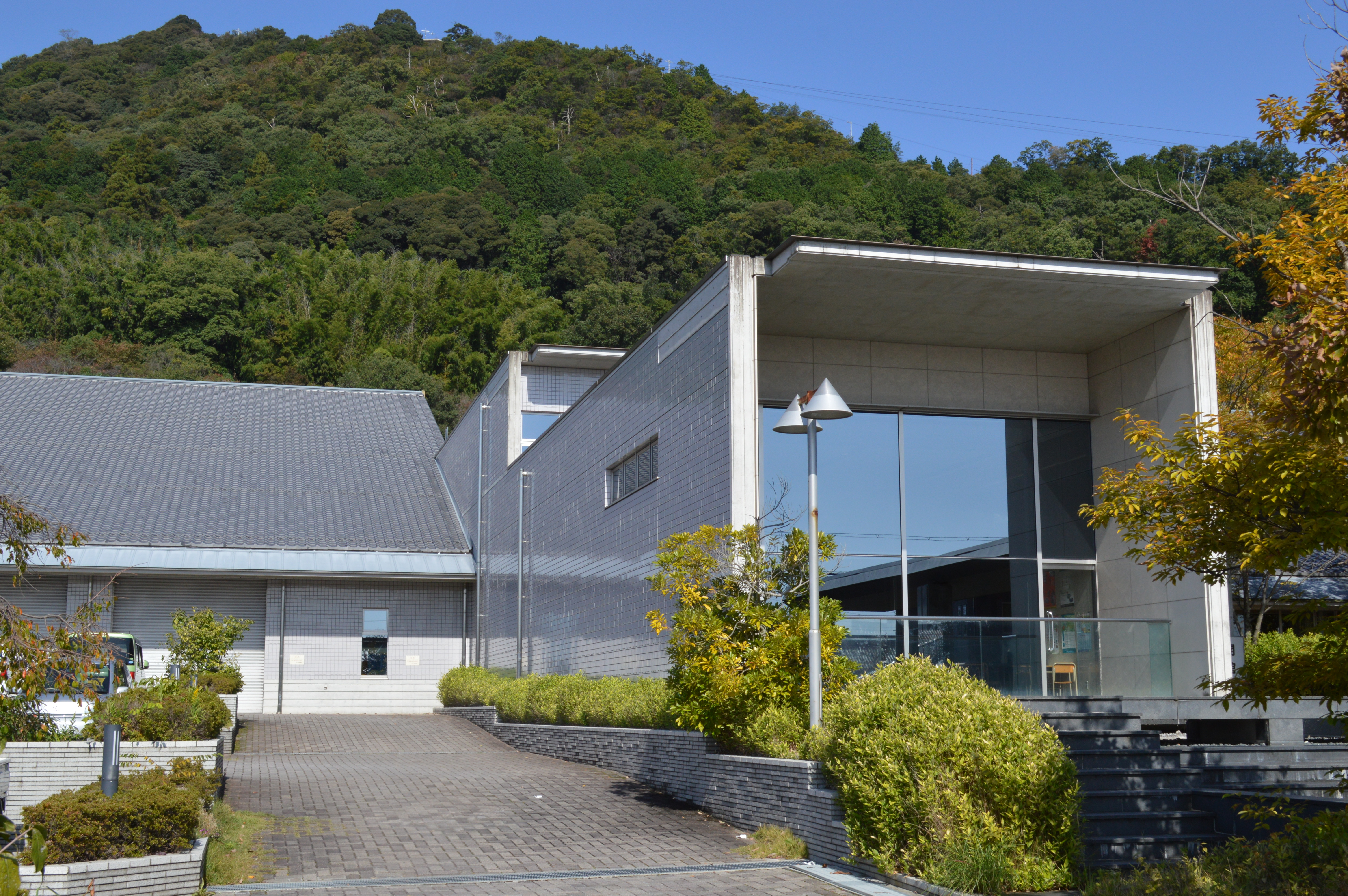
八幡公園の現行館

八幡公園時代の建物の設計は佐藤総合計画・双建設計共同企業体(JV)、施工は大成建設・秋村組共同企業体(JV)。鉄筋コンクリート構造、一部木構造2階建である。敷地面積は7,134.67m2、建築面積は2,831.17m2、延床面積は673.69m2である。開館時点の延床面積は滋賀県立図書館に次いで滋賀県第2位だった。
図書館の屋外空間は八幡公園と一体的に整備されており、敷地内には武家屋敷の遺構も取り込んでいる。緩い勾配の大屋根には地元産の八幡瓦を用い、八幡山城のある鶴翼山への上昇感が強調されている。内部は開架のある東側と管理運営を行う西側に明確に分けられている。内部の天井は屋根の形状を素直に表現しており、梁と頬杖には大断面の集積材を用いている。段差のないワンフロア型の図書館であり、母子連れのために授乳室を備えている。

## 基礎情報
| 近江八幡市立図書館の基礎情報 | 近江八幡市立図書館の基礎情報 | 近江八幡市立図書館の基礎情報 | 近江八幡市立図書館の基礎情報 | 近江八幡市立図書館の基礎情報 | 近江八幡市立図書館の基礎情報   | 近江八幡市立図書館の基礎情報    | 近江八幡市立図書館の基礎情報                     | 近江八幡市立図書館の基礎情報 |
| 館名                         | 開館日                       | 所在地                       | 延床面積                     | 構造                         | 開館時間                       | 休館日                          | 貸出冊数                                         | 貸出期間                     |
| ---------------------------- | ---------------------------- | ---------------------------- | ---------------------------- | ---------------------------- | ------------------------------ | ------------------------------- | ------------------------------------------------ | ---------------------------- |
| 近江八幡図書館               | 1997年3月1日                 | 宮内町100番地                | 3,673.69m2                   | RC造2階建 （一部木造）       | 10時-19時 （土日祝は18時まで） | 月曜日、最終水曜日、 祝日の翌日 | 図書・雑誌は30冊、 視聴覚資料は3点、 紙芝居は3点 | 3週間                        |
| 安土図書館                   | 1994年10月1日                | 安土町上豊浦1番地            | 1,436m2                      | RC造1階建                    | 10時-18時                      | 火曜日、最終水曜日、 祝日       | 図書・雑誌は30冊、 視聴覚資料は3点、 紙芝居は3点 | 3週間                        |